# العصمة (الحديدة)

تعديل مصدري - تعديل

العصمة هي إحدى قرى مديرية الضحى، التابعة لمحافظة الحديدة باليمن، بلغ تعداد سكانها 1844 نسمة حسب الإحصاء الذي جرى عام 2004م.